# Myrtleford

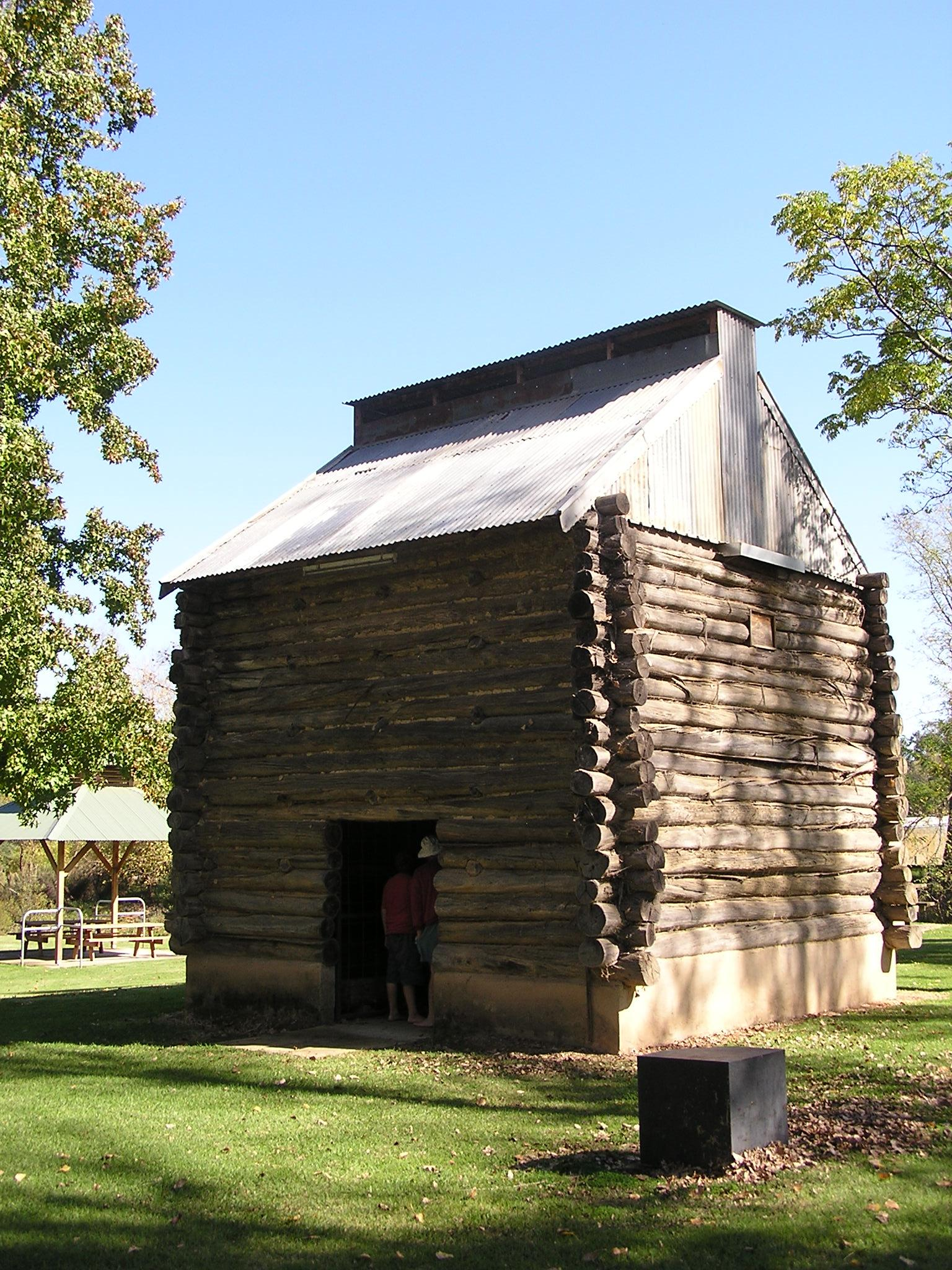
Historische Tabakhütte, wie sie in der Gegend von Myrtleford in den 1930er- bis 1960er-Jahren gebaut wurde

Myrtleford ist eine Stadt im Nordosten des australischen Bundesstaates Victoria, 45 km südöstlich von Wangaratta und 275 km nordöstlich von Melbourne. Die Stadt gehört zur Local Government Area Alpine Shire und hatte laut Volkszählung von 2016 eine Einwohnerzahl von 2782.

## Geschichte
Die Aborigines bewohnten die alpinen Täler und Hochflächen seit Tausenden von Jahren, bevor die ersten Einwanderer aus Europa kamen. Sie kannten die Flora und Fauna, die Geographie und die jahreszeitlichen Veränderungen. Gruppen von Ureinwohnern besuchten die australischen Alpen im Sommer und sammelten die nahrhaften Bogong-Motten, die sich dorthin zurückgezogen hatten. Die Besiedlung durch Europäer begann Anfang des 19. Jahrhunderts und ab 1837 gab es eine abgelegene Rinderzuchtstation namens Myrtle Creek Run. Die Siedler, die die Rinderzuchtstation einzäunten, gaben ihr diesen Namen.
Als man im Buckland Valley Gold fand, mussten Tausende von Goldgräbern den Myrtle Creek auf ihrem Weg zu den Goldfeldern überqueren. Eine kleine Siedlung entwickelte sich an der Furt, die so den Namen Myrtleford erhielt. Die Straße durch Myrtleford hieß Buckland Road; heute heißt sie Great Alpine Road. Eine eigene Poststelle erhielt die Siedlung am 26. Juli 1858. Sie hieß zunächst Myrtle Creek und wurde später in Myrtleford umbenannt.

## Myrtleford heute
Myrtleford ist die größte Stadt in der LGA Alpine Shire und ein wichtiges Handelszentrum für die Täler des Ovens River und des Buffalo River. Carter Holt Harvey stellt Holzprodukte in Myrtleford her. Der Tabakanbau war viele Jahre lang ein wichtiger Wirtschaftszweig, aber 2006 zog sich die Tabakindustrie aus der Stadt zurück. Wichtig ist auch die Landwirtschaft; es werden Wein, Walnüsse, Kastanien, Heidelbeeren, Himbeeren, Kirschen, Äpfel, Kiwis, Oliven, Gemüse und Hopfen angebaut. Rinder- und Milchwirtschaft sind die vorherrschenden Zweige in der Region. Das Gebiet hat australisch-kontinentales Klima, das dem Mittelmeerklima entspricht. Im Hochsommer liegen die Höchsttemperaturen bei 31,9 °C, die Tiefsttemperaturen bei 14,1 °C. Im Winter erreichen die Höchsttemperaturen 12,9 °C und die Tiefsttemperaturen 2,4 °C. Die mittlere Regenmenge liegt bei 66,9 mm.
Myrtleford hat ein Footballteam, das in der Ovens & Murray Football League spielt.

## Söhne und Töchter der Stadt
- Malcolm Milne (* 1948), Skirennläufer
- Ross Milne (1944–1964), Skirennläufer
- Kerryn Pethybridge-Rim (* 1962), Biathletin